# Waco Taperwing
 (novembre 2012).
Si vous disposez d'ouvrages ou d'articles de référence ou si vous connaissez des sites web de qualité traitant du thème abordé ici, merci de compléter l'article en donnant les références utiles à sa vérifiabilité et en les liant à la section « Notes et références ».
Pour les articles homonymes, voir Waco.

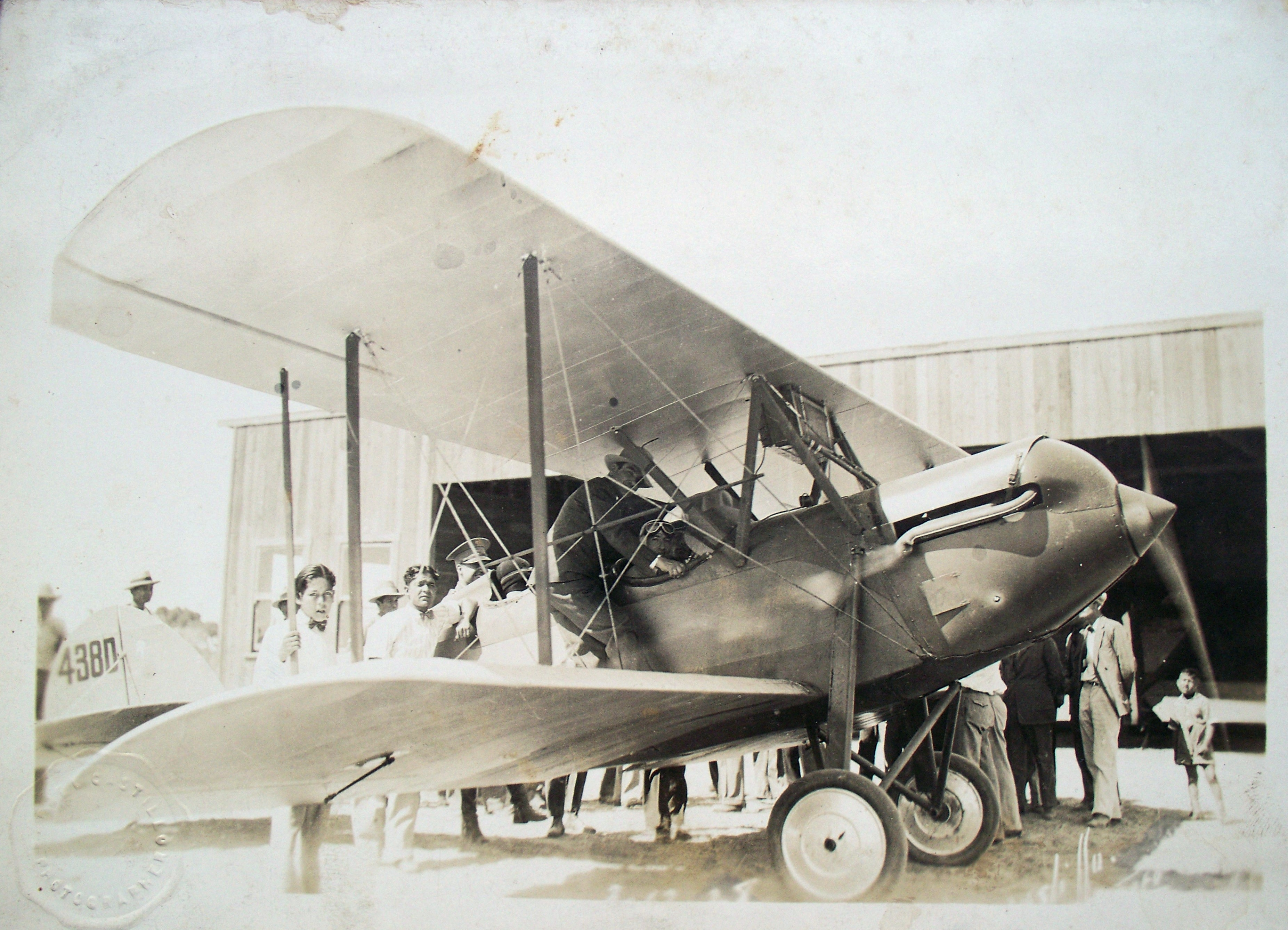
Un Waco Taperwing au Mexique (entre 1929 et 1932).

Le Waco Taperwing est un biplan datant de l'âge d'or de l'aviation fabriqué par la société Weaver Aircraft Company of Ohio.